# 여재구
여재구(1970년 9월 22일 ~ 2007년 5월 28일)는 대한민국의 배우이다.

## 이력
1970년에 출생했으며 1992년 연극배우로 첫 데뷔하였다. 영화 및 드라마 등에서 주로 단역으로 출연했으며 MBC 《신비한TV 서프라이즈》에는 2007년까지 3년여 이상 다양한 배역으로 출연하였다. 2007년 5월 28일에 경기도 수원시 권선구 자택에서 목을 매 숨진 채로 친구 김모씨에 의해 발견되었다. 사인은 자살로 알려졌다. 향년 38세.

## 학력
- 수원농생명과학고등학교 졸업

## 출연 작품

### 드라마
- 1999년 ~ 2000년 MBC 월화드라마 《허준》
- 2001년 ~ 2002년 MBC 월화드라마 《상도》
- 2002년 KBS 특별기획 드라마 《태양인 이제마》
- 2002년 ~ 2003년 SBS 대하드라마 《야인시대》
- 2002년 ~ 2003년 SBS 드라마 스폐셜 《별을 쏘다》 - 구성태의 담당순경 역
- 2003년 ~ 2004년 KBS 대하드라마 《무인시대》
- 2003년 ~ 2004년 MBC 월화드라마 《대장금》
- 2004년 KBS 주말연속극 《애정의 조건》
- 2004년 SBS 대하사극 《장길산》
- 2004년 ~ 2005년 월화드라마 《영웅시대》
- 2004년 ~ 2005년 KBS 대하드라마 《불멸의 이순신》 - 구로다 나가마사, 무명의 일본 수군 장수 역
- 2005년 MBC 주말 특별기획 드라마 《제5공화국》 -  통대선거  반대집회 연행자들을 임시적으로 관리하는 경찰서 유치장 경찰관 역
- 2005년 ~ 2006년 SBS 대하드라마 《서동요》
- 2005년 ~ 2006년 MBC 주말 특별기획 드라마 《신돈》
- 2006년 KBS 대하드라마 《서울 1945》
- 2006년 ~ 2007년 MBC 월화드라마 《주몽》
- 2006년 KBS 수목드라마 《황진이》
- 2007년 SBS 드라마 스페셜 《외과의사 봉달희》 - 학대 당한 아이의 아버지 역
- 2007년 KBS 일일연속극 《하늘만큼 땅만큼》 - 영화 관계자 역
- 2007년 MBC 월화드라마 《히트》 - 교도관 역

### 영화
- 1994년 《태백산맥》 - uncredited 역 (단역)
- 2001년 《신라의 달밤》 - uncredited 역 (단역)

### 방송 프로그램
- 2002년 ~ 현재 MBC 《신비한TV 서프라이즈》 - 각종 단역 (2007년까지 3년여 출연)
- 2000년 ~ 2004년 iTV《리얼스토리 실제상황》- 각종 단역
- 2002년 ~ 2008년 SBS 《솔로몬의 선택》 - 각종 단역